# Haqiqatpur Urf Khudawas
Haqiqatpur Urf Khudawas es  una ciudad censal situada en el distrito de Ghaziabad en el estado de Uttar Pradesh (India). Su población es de 15324 habitantes (2011). Se encuentra a 38 km de Nueva Delhi.

## Demografía
Según el  censo de 2011 la población de Haqiqatpur Urf Khudawas era de 15324 habitantes, de los cuales 8066 eran hombres y 7258 eran mujeres. Haqiqatpur Urf Khudawas tiene una tasa media de alfabetización del 75,81%, superior a la media estatal del 67,68%: la alfabetización masculina es del 83,37%, y la alfabetización femenina del 67,34%.